# ФК Барнзли
ФК Барнзли (на английски: Barnsley F.C.) е английски футболен отбор от град Барнзли. Създаден е през 1887 г. под името Барнзли Сейнт Питърс.

## История
Барнзли е рекордьор по брой сезони, прекарани във втория ешелон на английския футбол – общо 69. Най-големите успехи на отбора са спечелената ФА Къп през 1912 г. (0:0 и 1:0 в преиграването срещу Уест Бромич Албиън, финалът и полуфиналът в същия турнир (съответно през 1910 и 2008 г.) и единстветият сезон във Висшата лига (1997/1998).
Най-добрите години на отбора са първите след основаването му, когато печели Купата на Англия, играе още един финал, и често е сред претендентите за промоция от втора в първа дивизия (като например през 1922 г., когато не успяват заради по-лоша голова разлика от само 1 гол). През 1913 г. Джордж Ътли чупи британския трасферен рекорд, преминавайки от Барнзли в Шефилд Юнайтед за 2000 паунда. През 30-те, 40-те и 50-те години на 20 век Барнзли се подвизава във Втора и Трета английска дивизия, а през 60-те и 70-те – в Трета и Четвърта. През 80-те и началото на 90-те години отборът успява да отново да се установи като един от силните отбори във Втора дивизия. През 1996 г. отборът печели промоция за Висшата лига, но прекарва само един сезон (и единствен) в най-високия ешелон на футбола в Англия. В началото на 21 век изпада в тежка финансова криза и е през закриване, но кметът на Барнзли купува отбора в последния момент и така го спасява от закриване. През март 2012 ръководството на Барнзли плаща 400 000 английски лири за нападателя на Сан Хуан, Дани Ернандес, разписал се 31 пъти в 24 мача.

## Успехи
- ФА Къп
  - Носител: 1912
  - Финалист: 1910
  - Полуфиналист: 2008
- Втора английска дивизия
  - Вицешампион: 1997
- Трета английска дивизия – север
  - Шампион: 1934, 1939, 1955
  - Вицешампион: 1954, 1981
- Четвърта английска дивизия
  - Вицешампион: 1968

## Настоящ разширен състав
Настоящ състав към октомври 2012 г.
| №             |         | Играч                | Предишен клуб      |         |
| Вратари       | Вратари | Вратари              | Вратари            | Вратари |
| ------------- | ------- | -------------------- | ------------------ | ------- |
| 1             |         | Люк Стийл            | Уест Бромич Албиън |         |
| 12            |         | Бен Алнуик           | Тотнъм             |         |
| 30            |         | Лукас Лидакевичус    |                    |         |
| Защитници     |         |                      |                    |         |
| 2             |         | Боби Хасъл           | Мансфийлд Таун     |         |
| 3             |         | Скот Голбърн         | Екзитър Сити       |         |
| 6             |         | Стивън Фостър        | Бърнли             |         |
| 14            |         | Скот Уайзман         | Рочдейл            |         |
| 15            |         | Джим МакНълти        | Брайтън            |         |
| 25            |         | Мартин Крейни        | Ковънтри Сити      |         |
| 33            |         | Том Кенеди           | Лестър Сити        |         |
| 34            |         | Джон Стоунс          | Барнзли (ДЮШ)      |         |
| 35            |         | Джейк Скот           | Барнзли (ДЮШ)      |         |
| Полузащитници |         |                      |                    |         |
| 7             |         | Стивън Доусън        | Лейтън Ориент      |         |
| 8             |         | Джим О'Брайън        | Мадъруел           |         |
| 10            |         | Мат Дън              | Рочдейл            |         |
| 11            |         | Дейвид Пъркинс       | Колчестър Юнайтед  |         |
| 17            |         | Пло Дигби            | Барнзли (ДЮШ)      |         |
| 19            |         | Томаш Цивка          | Дарби Каунти       |         |
| 20            |         | Тони Силва           | Ливърпул           |         |
| 21            |         | Джейкъб Мелис        | Челси              |         |
| 23            |         | Келвин Етуху         | Портсмут           |         |
| 26            |         | Джон Руни            | Орландо Сити       |         |
| Нападатели    |         |                      |                    |         |
| 9             |         | Крейг Дейвис         | Честърфийлд        |         |
| 13            |         | Крис Дагнал          | Скънторп Юнайтед   |         |
| 16            |         | Марлон Хеърууд       | Нотингам Форест    |         |
| 18            |         | Мидо                 | Замалек            |         |
| 24            |         | Рубен Ноубъл-Лазаръс | Барнзли (ДЮШ)      |         |
| 31            |         | Джордан Кларк        | Барнзли (ДЮШ)      |         |
| 32            |         | Дани Роус            | Барнзли (ДЮШ)      |         |

## Известни футболисти
- Вив Андерсън
- Вилф Бартроп
- Майкъл Чопра
- Ян Мьолби
- Ян Оге Фьортофт